# XXV: The Essential
XXV: The Essential je deváté výběrové album britského multiinstrumentalisty Mika Oldfielda. Bylo vydáno na podzim 1997 (viz 1997 v hudbě) a v britském žebříčku prodeje hudebních alb se neumístilo.
Album XXV: The Essential obsahuje výběr z Oldfieldových skladeb uplynulých 25 let (tedy od počátku jeho sólové kariéry). Zajímavostí je, že na albu je jeho první období (do roku 1991), kdy Oldfieldovo dílo vydávalo vydavatelství Virgin Records, zastoupeno stejným počtem skladeb jako doba mezi lety 1992 a 1997, kdy již byl Oldfield u Warner Music Group. Poslední skladba na albu má název „Tubular Bells III (Excerpt)“. Je to pracovní verze hlavního motivu z, v té době připravovaného, alba Tubular Bells III, konkrétně ze skladby „Source of Secrets“. Od vydané verze se odlišuje především mužskými vokály (zřejmě Oldfieldovými), zatímco na albu jej zpívají ženy.

## Skladby
1. „Tubular Bells (Excerpt)“ (Oldfield) – 4:16
2. „Hergest Ridge (Excerpt)“ (Oldfield) – 4:54
3. „Ommadawn (Excerpt)“ (Oldfield) – 6:57
4. „Incantations (Excerpt)“ (Oldfield) – 4:38
5. „Moonlight Shadow“ (Oldfield) – 3:35
6. „Portsmouth“ (tradicionál, úprava Oldfield) – 2:00
7. „Good News“ (Oldfield) – 1:44
8. „Sentinel (Single Restructure)“ (Oldfield) – 3:56
9. „The Bell (Remix)“ (Oldfield) – 3:06
10. „Let There Be Light“ (Oldfield) – 4:19
11. „Only Time Will Tell“ (Oldfield) – 4:25
12. „The Voyager“ (Oldfield) – 4:22
13. „Women of Ireland“ (tradicionál, úprava Oldfield) – 6:27
14. „Tubular Bells III (Excerpt)“ (Oldfield) – 3:40